# 阪田寛夫
阪田 寛夫（さかた ひろお、1925年10月18日 - 2005年3月22日）は、日本の詩人、小説家、児童文学作家として、小説・詩・作詞など幅広く執筆した。

## 来歴・人物
大阪府大阪市に生まれた。阪田家は、代々紺屋の屋号であり安芸国忠海（現：広島県竹原市忠海）で海運業を営んでいた。寛夫の祖父・阪田恒四郎が38歳の時、広島から大阪に出て興したのが阪田インキ製造所（後のサカタインクス）。寛夫の父・素夫は同社の二代目社長であった。600坪の屋敷で3人兄弟の末弟として育つ。
熱心なキリスト教徒の家庭に育ち、母・京は同志社女子専門学校英文科の卒業生で、アメリカから来た教師に西洋料理をたくさん学んだハイカラな女性だった。小学生時代、親族・周囲に宝塚ファンが多かったため、自身も幼時から宝塚歌劇ファンであった。
帝塚山学院小学校・大阪府立住吉中学校から旧制高知高等学校を経て東京帝国大学文学部美学科に入学、在学中に三浦朱門らとともに同人誌を創刊。国史科に転じて1951年（昭和26年）大学を卒業後、朝日放送に入社し、主にラジオ番組のプロデューサーとして制作に携わる。その後、編成局ラジオ制作部長、東京支社勤務を経て1963年（昭和38年）に朝日放送を退社。
「音楽入門」で小説家としてデビュー、1975年（昭和50年）に小説『土の器』で芥川賞受賞。1980年（昭和55年）に小説『トラジイちゃんの冒険』で野間児童文芸賞、1984年（昭和59年）に評伝『わが小林一三―清く正しく美しく』で毎日出版文化賞、1986年に巖谷小波文芸賞受賞。1987年（昭和62年）に小説『海道東征』で川端康成文学賞受賞。この他、詩集『わたしの動物園』や、まど・みちおに関するエッセイ『まどさん』などがある。まどを先輩として尊敬し、共著を五冊出している。1990年（平成2年）、日本芸術院会員。1995年（平成7年）、勲三等瑞宝章受章。
童謡「サッちゃん」「おなかのへるうた」「ともだち讃歌（リパブリック讃歌）」「誰かが口笛ふいた（フランスのサンブル・エ・ミューズ連隊行進曲 Le Regiment de Sambre et Meuse）」「そうだ村の村長さん」などの作詞者としても知られる。先の2篇は大中恩によって作曲された。また、NHK全国学校音楽コンクールのために「かたつむりのうた」や「君は夕焼けを見たか」などを作詞した。
文壇関係者では野坂昭如・矢代静一に並ぶ男性宝塚ファンであり、実の娘・大浦に対しても「娘だからこそ」一評論家として公正・中立な視点、厳格な記述を通した。また、芥川賞作家の庄野潤三とは小中学校で同級生であり、朝日放送でも同僚となるなど親交が続いた。旧制高知高校で同級生だった三浦朱門とも、生涯に渡って家族ぐるみで親交を持った。
2005年3月22日午前8時4分、肺炎のため死去（79歳）。

## 親族
祖父はサカタインクス創業者・阪田恒四郎。次女・大浦みずきは、宝塚歌劇団花組のトップスターだった。長女・内藤啓子は、父や妹を支え下記を著した。
- 内藤啓子『枕詞はサッちゃん―照れやな詩人、父・阪田寛夫の人生』新潮社、2017年、新潮文庫、2020年
- 内藤啓子『赤毛のなっちゅん―宝塚を愛し、舞台に生きた妹・大浦みずきに』中央公論新社、2010年

## 作品
- 『わが町』晶文社、1968年 のち講談社文庫
- 『国際コムプレックス旅行』学芸書林 1968年
- 『ほらふき金さん』国土社 新選創作児童文学）1969年
- 『ぽんこつマーチ』大日本図書（子ども図書館）1969年
- 『我等のブルース』三一書房（現代作家シリーズ）1969年
- 『おんなの子』国土社（新選創作童話）1972年
- 『ピンクのくじら』国土社の創作えほん　1974年
- 『サッちゃん』国土社 1975年 のち講談社文庫
- 『ねこねこえほん』国土社、1975年

1　どらどらねこ
2　ねこふんじゃった
3　ねんねこさいさい
4　ねこずぼん
5　にゃんにゃんにゃん
- 『土の器』文藝春秋 1975年、文春文庫 1984年
- 『桃次郎』インタナル出版社 1975年
- 『庄野潤三ノート』冬樹社 1975年、新編・講談社文芸文庫 2018年
- 『背教』文藝春秋 1976年
- 『詩集わたしの動物園』牧羊社 1977年
- 『花陵』文藝春秋 1977年
- 『それぞれのマリア』講談社 1978年
- 『夕方のにおい』教育出版センター（少年少女詩集シリーズ）1978年
- 『漕げや海尊』講談社 1979年
- 『燭台つきのピアノ』人文書院 1981年
- 『わが小林一三 清く正しく美しく』河出書房新社 1983年、新版2022年、他に河出文庫
- 『夕日がせなかをおしてくる』国土社（しのえほん）1983年
- 『ちさとじいたん』佑学社 1984年
- 『サンタかなちがうかな』童心社 1984年
- 『まどさん』新潮社 1985年、ちくま文庫、1993年
- 『ばんがれまーち 少年詩集』理論社 1986年
- 『童謡でてこい』河出書房新社 1986年、河出文庫 1990年
- 『戦友 歌につながる十の短篇』文藝春秋 1986年
- 『ひかりがいった』至光社（ブッククラブ）1988年
- 『けやきとけやこ』童心社（絵本・ちいさななかまたち）1988年
- 『てんとうむし』童話屋 1988年
- 『天山』河出書房新社 1988年
- 『びりのきもち』白泉社 1988年
- 『おばあちゃんちのおひるね』至光社（ブッククラブ）1989年
- 『まどさんのうた』童話屋 1989年
- 『ノンキが来た 詩人・画家宮崎丈二』新潮社 1989年
- 『春の女王』福武書店 1990年
- 『武者小路房子の場合』[8]新潮社 1991年
- 『菜の花さくら』講談社 1992年
- 『おお宝塚! シャイ・ファーザー、娘を語る』文藝春秋 1992年、文春文庫 2004年
- 『童謡の天体』新潮社 1996年
- 『含羞詩集』河出書房新社 1997年
- 『讃美歌こころの詩』日本基督教団出版局 1998年
- 『すきすきすき うたのほん』理論社 1999年
- 『ほんとこうた・へんてこうた 詩集』大日本図書（詩を読もう!）1999年
- 『ピーター・パン探し』講談社 1999年
- 『受けたもの伝えたいもの』日本キリスト教団出版局 2003年
- 『阪田寛夫詩集』ハルキ文庫 2004年
- 『うるわしきあさも 阪田寛夫短編集』講談社文芸文庫 2007年
- 『阪田寛夫全詩集』伊藤英治編、理論社 2011年
- 『バルトと蕎麦の花』一麦出版社 2017年
- 『ねこふんじゃった　阪田寛夫詩集』童話屋 2023年

### 共著
- 『どれみそら 書いて創って歌って聴いて』工藤直子聞き手 河出書房新社 1995年
- 『まどさんとさかたさんのことばあそび』まど・みちお共著、小峰書店
  - まどさんとさかたさんのことばあそび 1992年
  - だじゃれはだれじゃ 1997年
  - ひまへまごろあわせ 2000年
  - あんパンのしょうめい 2003年
  - カステラへらずぐち 2004年
- 『声の力　歌・語り・子ども』岩波書店 2002年、岩波現代文庫 2019年
河合隼雄、谷川俊太郎、池田直樹 共著

### 翻訳
- エルジェ「ぼうけんタンタンシリーズ」（タンタンの冒険旅行）主婦の友社 1968年
カッコ内は現行のシリーズのタイトルで、内容も現行のものに比べて、所々に韻を踏んだような言い回しが多用されている。
  - ブラック島探険（黒い島のひみつ）
  - ふしぎな大隕石（ふしぎな流れ星）
  - ユニコン号の秘密（なぞのユニコーン号）
- ブロイエル＝ウェーバー作「ベルティ」フレーベル館
  - あそびましょう 1978年（母と子のえほん）
  - おおきいちいさい 1978年
  - おふろざぶん 1978年
  - おやすみなさい 1978年
  - きいてごらん 1978年
  - ごはんですよ 1978年
  - しってるかい 1978年
  - ながいみじかい 1978年
  - なかとそと 1978年
  - はやいゆっくり 1978年
  - みてみてみて 1978年
  - やってみよう 1978年
- リチャード・スカーリー作「スカーリーのえほん」フレーベル館、1980年
  - いろのいろいろ
  - うみへいこうよ
  - かぞえてみよう
  - しごととあそび
  - はじめてのことば
  - はたけではたらく
- V.ベレストフ『だくちるだくちる はじめてのうた』福音館書店 1993年

### 校歌作詞
- 聖和大学（作曲：大中恩）（現・聖和短期大学 学歌）
- 鈴鹿医療科学大学 SUMS 讃歌（作曲：大中恩）
- 川口市立新郷南小学校（作曲：市川都志春）
- 松戸市立古ヶ崎小学校（作曲：市川都志春）
- 松戸市立常盤平第二小学校（作曲：大中恩）
- 桃山学院中学校・高等学校 「我が心の砦」（作曲：辻井英世）
- 川崎市立南原小学校（作曲：大中恩）
- 伊勢原市立山王中学校（作曲：湯山昭）
- 千代田区立麹町小学校「ガラスの森」（作曲・冨田勲）
- 立川市立若葉小学校（作曲：大中恩）
- 白子町立南白亀小学校（作曲：市川都志春）
- 三重県立川越高等学校 「我が心 海の色」（作曲：大中恩）
- 三重県立四日市西高等学校「桜咲く丘辺」（作曲：大中恩）
- 津市立千里ヶ丘小学校（作曲：市川都志春）
- 東京都西東京市立東小学校（作曲：川崎祥悦）

### 他の作詞
- 地球を七回半まわれ（作曲：越部信義）[9]
- 小さいタネから（作曲：和田誠）（日本万国博覧会・住友童話館 テーマソング）

## 余談
『漕げや海尊』は、早世した友人のラジオ・プロデューサーが『常陸坊海尊』を放送する経緯を中心として描いたものだが、取材を行ったのは劇作家の秋元松代で、秋元は自分から離れて放送されたことに異議申し立てを行っている。